# 萨尔西纳
萨尔西纳（義大利語：Sarsina）是意大利艾米利亚-罗马涅大区弗利-切塞纳省的一个镇，面积100平方公里，人口3,662人（2000年）。

## 友好城市
- 法國 勒祖